# خزان الزيادة

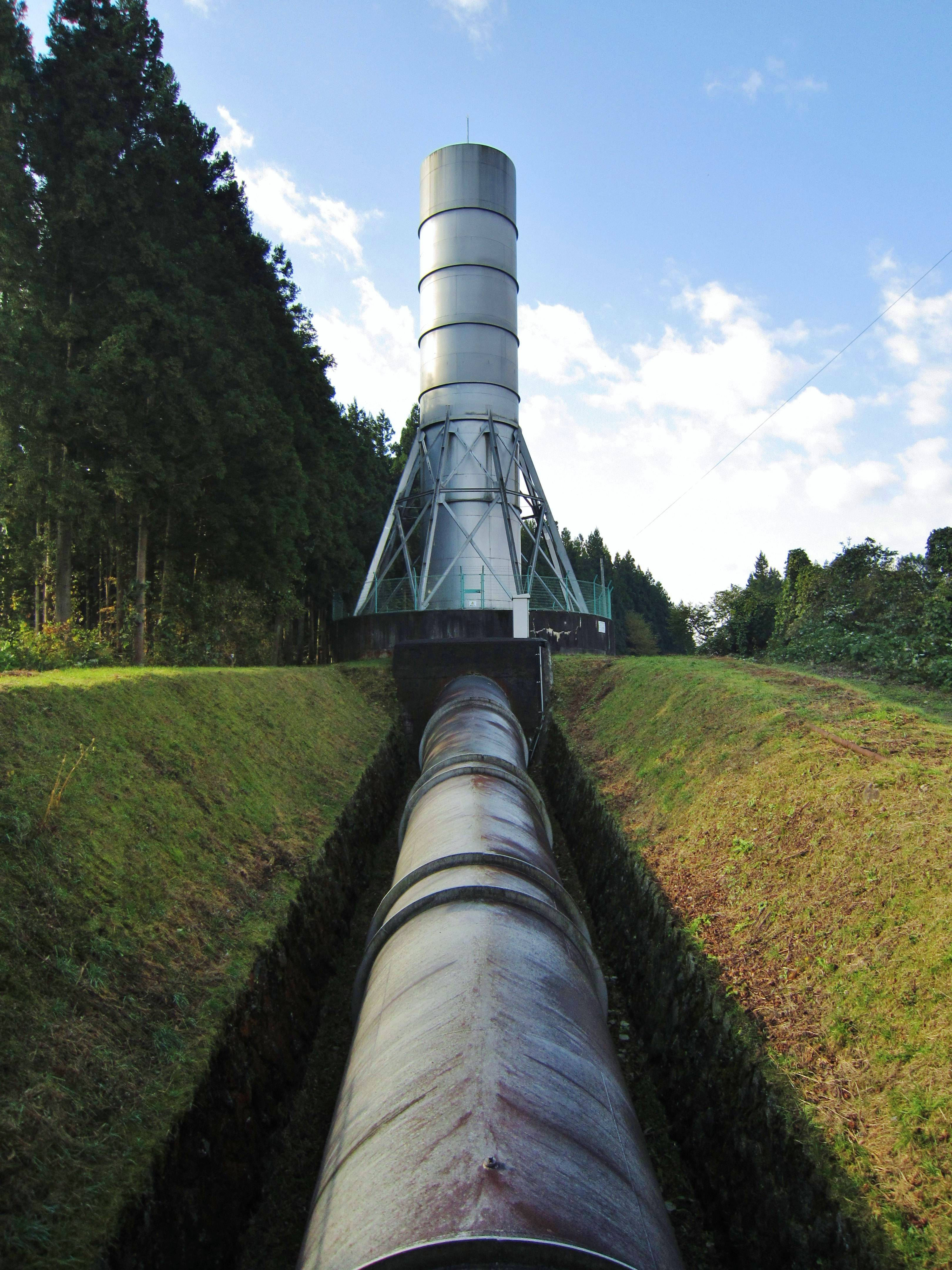

خزان الزيادة يساعد على تغير الضغط في النظام، إذ عندما يزداد الضغط ترتفع السوائل إلى الأعلى مما يؤدي إلى انتقال هذه السوائل إلى خزان الزيادة، فيرتفع منسوب الماء بدلاً من زيادة الضغط في الأنبوب، أما عندما ينخفض الضغط في النظام، فإن خزان الزيادة يعمل على رفع الضغط فيه؛ ويستخدم هذا الخزان عادة في محطات الطاقة المائية.

## تصميم خزان الزيادة
يعتمد التصميم على نظام مرفق له من أجل إتمام العملية فيه ويحتوي على مجموعة من الصمامات للسيطرة على تدفق السوائل.

## نظام العمل في خزان الزيادة
نظام يسمح للماء بالارتفاع والانخفاض في الخزان عندما يكون الضغط في النظام عاليا جدا أو منخفضا، عند إغلاق الصمامات يعمل الماء على تقليل الضغط في الأنابيب، وبفضل خزان الزيادة تقل مسافة مستوى الماء مع الخزان الرئيسي والمولد، ويجب تخزين المياه لرفع الضغط في ظروف مغايرة تعمل على انخفاضه.

## موقع الخزان وأبعاده
يقع الخزان على مقربة من محطات الطاقة ومحطات الضخ، ويكون بارتفاع مناسب لمنع حدوث الفيضان.

## أنواع خزانات الزيادة

### خزان الزيادة البسيط
هو أنبوب عامودي يزود مولد التوربينات (Turbine) بالماء.

### خزان زيادة مقيد الفوهة
يحتوي على ثروتيل ( throttle) ويُزوَّد بفقدان الاحتكاك عندما يتدفق الماء من وإلى الخزان مما يساعد على تقليل الضغط.
المفتاح المقيد : Restricted orifice
أنبوب  :  (Conduit )

### خزان الزيادة المائل
سطح الماء الفعال يزداد والارتفاع الأقل يساعد أيضا على تقليل القطر (غير جيد للاستعمال ).

### خزان الزيادة الرواق (gallery)
يتوسع في القمة وعند القاع للتقليل من الضغط الهائل

## استخدامات خزان الزيادة
توجد في البحيرات كفلترات على الجانب قريبة من السطح
تستخدم كأنظمة مثل الرديترات
خطوط الوقود في المركبات